# 30 minut
30 minut (russisch 30 минут; deutsch „30 Minuten“) ist ein Lied des russischen Gesangsduos t.A.T.u. aus dem Jahre 2001. 30 minut ist auch bekannt unter dem Titel Poltschassa (russisch Полчаса; deutsch „Halbe Stunde“). Es ist auf t.A.T.u.s Debütalbum 200 Po Wstretschnoi zu finden und stellt auf diesem die einzige Ballade dar. 30 minut wurde im September 2001 veröffentlicht. Eine englischsprachige Version des Liedes ist auf dem englischen Debütalbum des Duos 200 km/h in the Wrong Lane zu finden und heißt 30 Minutes.

## Musikvideo

### Handlung
Das Musikvideo beginnt mit einer Aufnahme Julija Wolkowas auf einer Schultoilette, wo diese eine selbst gebastelte Zeitbombe zusammenbaut und einstellt. Nachdem sie sichergegangen ist, unbeobachtet zu sein, verstaut sie die Zeitbombe in Jelena Katinas Tasche und geht. An dieser Stelle erst setzt das Lied ein, und Katina wird erstmals gezeigt. Sie steht eng umschlungen in der Mitte eines Karussells und küsst einen Jungen, wobei Wolkowa den beiden zuschaut. Sie steht dabei etwas abseits, und abwechselnd werden Nahaufnahmen Wolkowas und Katinas, sowie auch das Geschehen um das Karussell herum gezeigt, wo viele andere Menschen sich auf einem Jahrmarkt vergnügen. Am Ende des Videos explodiert die Zeitbombe in Katinas Rucksack, den sie bei sich auf dem Karussell getragen hat. Der Tod der beiden Mädchen und des Jungen wird nicht gezeigt, liegt aber aufgrund der gezeigten Explosionswucht und deren Ausdehnung nahe.

### Entstehung
Das Musikvideo wurde im August 2001 in Russland gedreht. Die Regie führte, wie schon in den vorangegangenen Musikvideos des Duos, deren Manager und Produzent Iwan Schapowalow. Das im Video auftauchende Karussell war nicht funktionstüchtig, und bei allen Aufnahmen waren drei Männer damit beschäftigt, es zu drehen. Für Katina war ursprünglich ein Double eingeplant. Obwohl dieses bereits angereist war, entschied sich Katina vor Ort, doch noch die Kussszenen selbst zu drehen.
Als das Musikvideo im August 2001 als dritte Single aus dem Album ausgekoppelt werden sollte, wurde die Veröffentlichung verhindert. Grund hierfür waren die enthaltenen Kussszenen. Erst nachdem das Musikvideo neu geschnitten wurde, konnte es Ende September in zensierter Form von den Musiksendern wie MUZ-TV, MTV Russland und VIVA Polska sowie im Radio gespielt werden.

## Veröffentlichung und Erfolg
Lied und Musikvideo erhielten nach ihrer Veröffentlichung große Aufmerksamkeit in Russland sowie im näheren Ausland, wie etwa in Polen und der Ukraine. Das Musikvideo wurde wöchentlich 30 bis 35 mal von den größten russischen Radiosendern gespielt, was für damalige Verhältnisse ein außerordentlich hoher Wert war. Insgesamt wurde das Lied 3.500 mal im Radio gespielt. Auch das dazugehörige Musikvideo erreichte hohe Sendewerte auf den Musikkanälen. In Russland schaffte es 30 minut auf Platz sieben der Charts.

## „30 Minutes“
30 Minutes ist der Titel der englischsprachigen Version des Liedes. Sie wurde 2002 aufgenommen und ist auf t.A.T.u.s erstem englischen Album 200 km/h in the Wrong Lane zu finden. Auch auf diesem handelt es sich um die einzige Ballade. Obwohl das Musikvideo bei beiden Versionen nicht verändert wurde, ist der Liedtext und dessen Bedeutung ein anderer.
Im Juni 2003 wurde 30 Minutes als Promo-Single veröffentlicht, unter anderem in Großbritannien. In den russischen Charts erreichte das Lied Platz 15, in Rumänien Platz 34 der nationalen Hitparade.

## Trivia
- Das Lied gehört zum Soundtrack des Animationsfilmes We Are the Strange, wo er als Remixversion auftaucht.[7]
- Lil Wayne verwendet große Teile des Liedes in seinem Song Dear Anne (Stan Part 2).[8]
- Zur russischen Version 30 Minut existieren vier, zum englischen 30 Minutes fünf offizielle Remixe, die beispielsweise auf dem Remixalbum t.A.T.u. Remixes erschienen sind.
- Auf einer der Türen der Schultoilette zu Beginn des Musikvideos ist die Aufschrift „ХУЙ ВОЙНЕ!“ (CHUJ WOJNE!, zu deutsch sinngemäß „Fick den Krieg!“) angebracht. t.A.T.u. verwendeten diese später erneut als Protestslogan gegen den Irakkrieg.
- Der türkische Rapper Sagopa Kajmer verwendet einen Teil des Liedes im Lied Kör Savasci 2, welcher als „Hidden-Track“ auf dem Album Bir Pesimistin Gözyaslari zu finden ist.